# 1637
| [ Edytuj tabelę ]              | |
| Król Polski                    | - 1632 Władysław IV Waza 1648 |
| Współksiążęta Andory           | - 1634 Pau Duran 1651 - 1610 Ludwik XIII 1643 |
| Król Anglii i Szkocji          | - 1625 Karol I 1649 |
| Elektor Bawarii                | - 1623 Maksymilian I Bawarski 1651 |
| Elektor Brandenburgii          | - 1619 Jerzy Wilhelm 1640 |
| Sułtan Brunei                  | - 1619 Abdul Jailul Akhbar 1649 - 1625 Muhammad Ali 1660                                                                                                 |
| Cesarz Chin                    | - 1627 Chongzhen 1644 |
| Król Czech                     | - 1620 Ferdynand II Habsburg 1637 - 1637 Ferdynand III Habsburg 1657                                                                                     |
| Król Danii                     | - 1588 Chrystian IV 1648 |
| Dalajlama                      | - 1617 Lobsang Gjaco 1682 |
| Cesarz Etiopii                 | - 1632 Fasiledes 1667 |
| Król Francji                   | - 1610 Ludwik XIII 1643 |
| Król Hiszpanii                 | - 1621 Filip IV 1665 |
| Landgraf Hesji-Kassel          | - 1627 Wilhelm V Stały 1637 - 1637 Wilhelm VI Sprawiedliwy 1663                                                                                          |
| Stadhouder Holandii            | - 1625 Fryderyk Henryk Orański 1647 |
| Szach Iranu                    | - 1629 Safi I 1642 |
| Państwo Wielkich Mogołów       | - 1627 Szahdżahan 1658 |
| Król Irlandii                  | - 1625 Karol I Stuart 1649 |
| Cesarz Japonii                 | - 1629 Meishō 1643 |
| Kalif                          | - 1623 Murad IV 1640 |
| Patriarcha Konstantynopola     | - 1637 Cyryl Lukaris 1638 - 1636 Neofit III Nicejski 1637                                                                                                |
| Władca Korei                   | - 1623 Injo 1649 |
| Książę Kurlandii i Semigalii   | - 1587 Fryderyk Kettler 1642 |
| Książę Liechtensteinu          | - 1627 Karol Euzebiusz 1684 |
| Książę Monako                  | - 1612 Honoriusz II 1662 |
| Król Nawarry                   | - 1610 Ludwik XIII 1643 |
| Król Norwegii                  | - 1588 Chrystian IV 1648 |
| Sułtan Omanu                   | - 1624 Nasir ibn Murszid 1649 |
| Elektor Palatynatu             | - 1623 Maksymilian I Bawarski 1648 |
| Papież                         | - 1623 Urban VIII 1644 |
| Książę Parmy i Piacenzy        | - 1622 Edward I 1646 |
| Król Portugalii                | - 1621 Filip III 1640 |
| Książę w Prusach               | - 1620 Jerzy Wilhelm 1640 |
| Car Rosji                      | - 1613 Michał I 1645 |
| Cesarz Rzymski (niemiecki)     | - 1619 Ferdynand II Habsburg 1637 - 1637 Ferdynand III Habsburg 1657                                                                                     |
| Kapitanowie Regenci San Marino | - 1636 Marc'Antonio Bonetti Bartolomeo Ceccoli 1637 - 1637 Pietro Tosini Giambattista Loli 1637 - 1637 Melchiorre Maggio Belluzzi Giovanni Serafini 1638 |
| Elektor Saksonii               | - 1611 Jan Jerzy I Wettyn 1656 |
| Król Szwecji                   | - 1632 Krystyna Waza 1654 |
| Król Tajlandii                 | - 1630 Prasat Thong 1655 |
| Sułtan Turków                  | - 1623 Murad IV 1640 |
| Doża Wenecji                   | - 1631 Francesco Erizzo 1646 |
| Król Węgier                    | - 1619 Ferdynand III 1637 - 1637 Ferdynand IV 1654 |
| Książęta Wirtembergii          | - 1628 Eberhard III 1674 |

Rok 1637 / MDCXXXVII
stulecia: XVI wiek ~
XVII wiek ~
XVIII wiek

lata: 1627 «
1632 «
1633 «
1634 «
1635 «
1636 «
1637
» 1638
» 1639
» 1640
» 1641
» 1642
» 1647

## Wydarzenia w Polsce
- 20 stycznia-4 marca – w Warszawie obradował sejm zwyczajny[1].
- 3 czerwca-18 czerwca – w Warszawie obradował sejm nadzwyczajny[1].
- 12 września – w Warszawie odbył się ślub króla Władysława IV Wazy i Cecylii Renaty Habsburżanki.
- 13 września – Cecylia Renata, żona Władysława IV Wazy, została koronowana w katedrze św. Jana Chrzciciela w Warszawie.
- Sierpień – początek powstania kozackiego pod wodzą Pawluka i Ostrzanina.
- 16 grudnia – wojska polskie rozbiły pod Kumiejkami kozackie oddziały powstańcze Pawła Pawluka.
- 24 grudnia – Bohdan Chmielnicki podpisał akt kapitulacji powstania Pawluka.
- Lębork i Bytów wcielone zostały do Prus Królewskich.
- Odbyła się pierwsza udokumentowana piesza pielgrzymka z Kalisza na Jasną Górę[2].

## Wydarzenia na świecie
- 3 lutego – załamanie się rynku spekulacji cebulkami tulipanów w Holandii.
- 15 lutego – król Niemiec Ferdynand III został koronowany na cesarza rzymskiego.
- 18 lutego – wojna osiemdziesięcioletnia: zwycięstwo okrętów hiszpańskich nad anglo-holenderskimi w bitwie koło Lizard Point.
- 26 maja – wojna z Pekotami: oddział milicji kolonialnej z Connecticut i sprzymierzonych z nią Indian dokonał masakry około 500 Pekotów w ich wiosce obronnej Fort Mystic.
- 11 października – wojna osiemdziesięcioletnia: książę Fryderyk Henryk Orański odbił po oblężeniu zajmowaną przez Hiszpanów Bredę.

## Urodzili się
- 12 marca - Anna Hyde, pierwsza żona późniejszego króla Anglii i Szkocji Jakuba II Stuarta (zm. 1671)
- 24 maja – Sigismondo Caula, włoski malarz i rzeźbiarz (zm. 1724)
- 7 grudnia – Bernardo Pasquini, kompozytor (zm. 1710)
- data dzienna nieznana: 
  - Jan Plessington, angielski duchowny katolicki, męczennik, święty (zm. 1679)

## Zmarli
- 10 marca − Bogusław XIV – ostatni książę zachodniopomorski (ur. 1580)
- 6 sierpnia − Ben Jonson, angielski pisarz (ur. 1572)
- 17 lipca − Jan Tęczyński ostatni męski potomek tej linii rodowej (ur. 1579)
- 24 września – Antoni Gonzalez, hiszpański dominikanin, misjonarz na Dalekim Wschodzie, męczennik, święty katolicki (ur. ok. 1593)
- 29 września:
  - Wilhelm Courtet, francuski dominikanin, misjonarz na Dalekim Wschodzie, męczennik, święty katolicki (ur. 1590)
  - Michał de Aozaraza, hiszpański dominikanin, misjonarz na Dalekim Wschodzie, męczennik, święty katolicki (ur. 1598)
  - Łazarz z Kioto, japoński męczennik, święty katolicki (ur. ?)
  - Wawrzyniec Ruiz, filipiński męczennik, ofiara prześladowań w Japonii, święty katolicki (ur. ok. 1600)
  - Wincenty od Krzyża Shiwozuka, japoński dominikanin, męczennik, święty katolicki (ur. ?)
- 7 października – Wiktor Amadeusz I – książę Sabaudii (ur. 1587)
- 26 listopada – Humilis z Bisignano, włoski franciszkanin, święty katolicki (ur. 1582)

## Święta ruchome
- Tłusty czwartek: 19 lutego
- Ostatki: 24 lutego
- Popielec: 25 lutego
- Niedziela Palmowa: 5 kwietnia
- Wielki Czwartek: 9 kwietnia
- Wielki Piątek: 10 kwietnia
- Wielka Sobota: 11 kwietnia
- Wielkanoc: 12 kwietnia
- Poniedziałek Wielkanocny: 13 kwietnia
- Wniebowstąpienie Pańskie: 21 maja
- Zesłanie Ducha Świętego: 31 maja
- Boże Ciało: 11 czerwca